# Cleveland Tractor Company
Cleveland Tractor Company, abgekürzt Cletrac, war ein US-amerikanisches Unternehmen in Cleveland, Ohio, das Ackerschlepper produzierte. Cletrac ist der Erfinder des gleichnamigen Lenkgetriebes für Kettenfahrzeuge, das mit einem Doppel-Differentialgetriebe arbeitet und weite Verbreitung fand.

## Geschichte

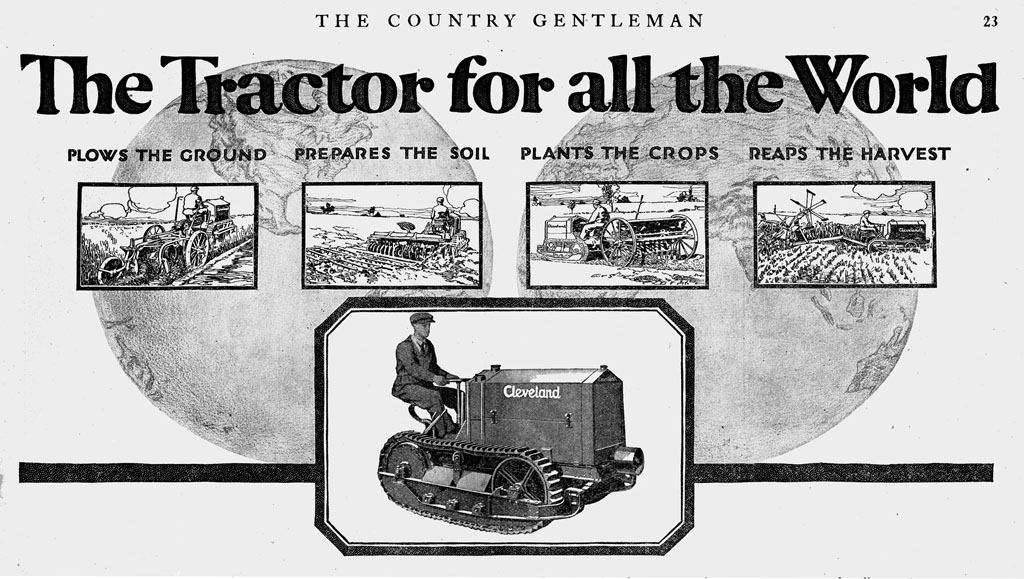
Werbung aus dem Jahr 1918

Das Unternehmen wurde im Jahr 1916 von Rollin H. White unter dem Namen Cleveland Motor Plow Company gegründet und startete mit der Produktion von Raupentraktoren für die Landwirtschaft. Gleichzeitig lieferte White auch Artillerietraktoren an die US-Armee. 1918 erfolgte die Umbenennung in Cleveland Tractor Company und die Traktoren trugen fortan den Namen Cletrac. Im Gegensatz zu anderen Herstellern verzichtete das Unternehmen auf den Bau von Radtraktoren und konzentrierte sich ausschließlich auf die Fertigung von Raupentraktoren. Die später einsetzende Weltwirtschaftskrise überstand die Cleveland Tractor Company unbeschadet und brachte zahlreiche neue Traktormodelle auf den Markt. Um 1930 existierte in Berlin die Cletrac-Schlepper Vertriebsgesellschaft für Deutschland mbH, die auf dem Werksgelände der renommierten Landmaschinenfabrik H. F. Eckert ansässig war.
Während des Zweiten Weltkriegs produzierte das Unternehmen ebenfalls für die US-Armee. Die Aufträge brachten allerdings nur wenig Gewinn. 1944 fehlten die notwendigen Mittel für Forschung und Entwicklung neuer Modelle, weshalb das Unternehmen an die Oliver Corporation verkauft wurde. Die Produktion von Raupentraktoren wurde anschließend basierend auf dem Cletrac-Design fortgeführt. Im Jahr 1965 endete schließlich die Produktion von Raupentraktoren bei der Oliver Corporation.

## Modellübersicht

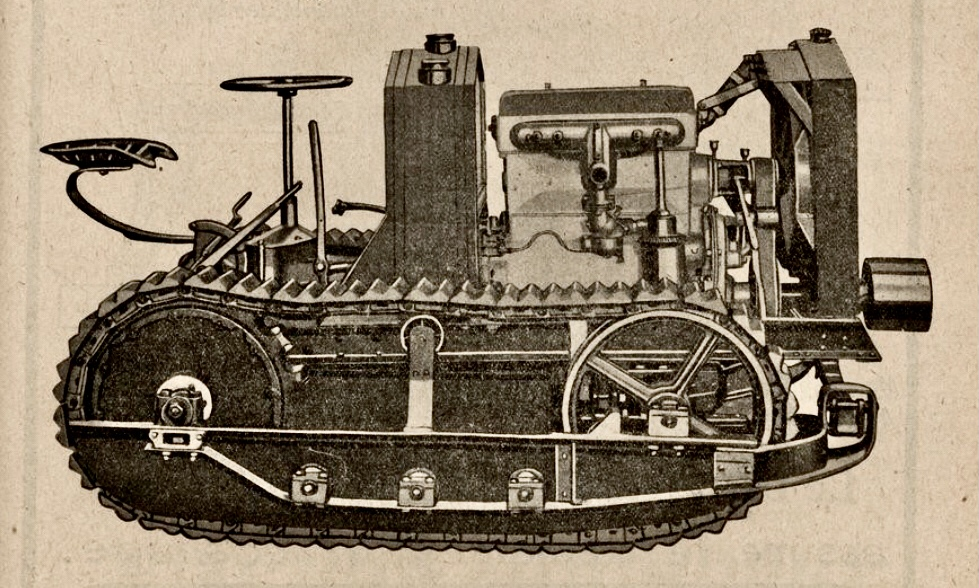
Cletrac W um 1919

Die nachfolgende Übersicht beinhaltet die zwischen 1916 und 1944 gefertigten Kettentraktormodelle:
| Modell  | Leistung | Bauzeit   |
| ------- | -------- | --------- |
| R 12-20 | 22 PS    | 1916–1917 |
| H 12-20 | 22 PS    | 1917–1919 |
| W 12-20 | 22 PS    | 1919–1932 |
| F 9-16  | 18 PS    | 1920–1922 |
| 100     | 128 PS   | 1927–1930 |
| 80      | 123 PS   | 1930–1937 |
| 35      | 57 PS    | 1931–1936 |
| 80D     | 112 PS   | 1933–1936 |
| E       | 32 PS    | 1934–1941 |
| FD      | 89 PS    | 1936–1944 |
| DG      | 51 PS    | 1936–1949 |
| BD      | 53 PS    | 1936–1956 |
| AG      | 34 PS    | 1936–1942 |
| ED2     | 37 PS    | 1937–1940 |
| DD      | 70 PS    | 1937–1958 |
| CG      | 58 PS    | 1937–1942 |
| BG      | 56 PS    | 1937–1951 |
| AD      | 42 PS    | 1937–1959 |
| FG      | 123 PS   | 1938–1943 |
| ED      | 42 PS    | 1938–1941 |
| HG      | 18 PS    | 1939–1951 |
| GG      | 20 PS    | 1939–1942 |
| AG-6    | 43 PS    | 1944      |

## Trivia
Fahrzeuge von Cletrac waren die ersten, die zwischen 1933 und 1935 erfolgreich bei der zweiten Expedition von Richard Evelyn Byrd in die Antarktis eingesetzt wurden. Daher erhielt von der UK Antarctic Place-Names Committee ein Berg im Britischen Antarktis-Territorium den Namen Cletrac Peak.